# Love is...
Singles de Miliyah Katō
My Girl feat. COLOR
(2007) Lalala / Futurechecka
(2007)
Love is... est le 10e single de Miliyah Katō sorti sous le label Mastersix Foundation le 20 juin 2007 au Japon. Il atteint la 11e place du classement de l'Oricon. Il se vend à 10 899 exemplaires la première semaine, et reste classé pendant 10 semaines, pour un total de 23 919 exemplaires vendus.
Love is... a été utilisé comme thème de fin pour l'anime Terra e.... Love is... se trouve sur l'album Tokyo Star.

## Liste des titres
Toutes les paroles sont écrites par Miliyah Katō.
| 1. | Love is...                                                             | Miliyah Katō, 3rd Productions                            | 4:50 |
| 2. | Kono Mama Zutto Asa Made (Remix) feat. COMA-CHI (このままずっと朝まで) | Anthony Kelly, Mark Wolfe, Steven Marsden, Wayne Passley | 4:26 |
| 3. | Ms. Jealousy                                                           | Miliyah Katō                                             | 3:34 |
| 4. | Love is... (Instrumental)                                              | Miliyah Katō, 3rd Productions                            | 4:49 |

| 1. | Love is...                   |  |
| 2. | Love is... (Animation Video) |  |